# Лореншан Хилс
Лореншан Хилс (енгл. Laurentian Hills) је градић у Канади у покрајини Онтарио. Према резултатима пописа 2011. у граду је живело 2.811 становника.

## Становништво
Према резултатима пописа становништва из 2011. у граду је живело 2.811 становника, што је за 0,8% више у односу на попис из 2006. када је регистровано 2.789 житеља.
| 2006. | 2011. |
| ----- | ----- |
| 2.789 | 2.811 |